# Ньютонианство
Ньютонианство (англ. Newtonianism) — система взглядов, основанная на теориях, принципах и методах английского учёного Исаака Ньютона (1642—1727). Характеристиками ньютонианской философии является отказ от необоснованных гипотез, использование метода анализа и синтеза, применение математических методов.

## Определение ньютонианства
Первое определение ньютонианской философии было дано в начале XVIII века Джоном Харрисом. В своём «Lexicon Technicum» он писал, что хотя это понятие означает «учение Исаака Ньютона о вселенной, и в частности о небесных телах, их законах и взаимовлияниях», далее он уточняет, что это понятие применяется очень различно, что приводит к путанице. далее он указывает пять различных пониманий термина.
Согласно американскому историку науки Бернарду Коэну, в XVIII веке существовало две научные традиции ньютонианства: гипотетически-экспериментальная, или спекулятиано-экспериментальная, связанная с трактатом Ньютона «Оптика», и математико-дедуктивная, восходящая к «Математическим началам натуральной философии».

## Развитие доктрины

### В Англии
Будучи глубоко верующим христианином, Исаак Ньютон считал, что в основе природы лежит космический порядок, установленный божественным создателем. По ряду причин Ньютон не считал правильным публиковать свои богословские труды, и значительная часть из них стала известна только после смерти учёного. В опубликованных при его жизни трудах излагались только те религиозные взгляды, которые не противоречили господствующим в Англии того времени. Согласно представлениям Ньютона, изучение явлений природы должно подводить к мысли о существовании живого, разумного и вездесущего Существа. Опасаясь, что в результате чтения его «Математических начал натуральной философии» (1687) неверующие или еретики утвердятся в своих заблуждениях, ко второму изданию 1713 года он добавил приложение «Общая схолия», где сформулировал библейскую идею деятельного и всемогущего существа, вечно активного в физическом мире. Во втором издании «Оптики» (1717) Ньютон явно связывает натуральную философию с богословием, обосновывая существование Бога с помощью телеологической аргументации. «Начала» Ньютона заняли особое место в Англии после Славной революции, приведшей на престол Вильгельма Оранского. Ньютоновская божественным образом контролируемая вселенная стала образцом для правительства вигов и поддерживавших их либеральных христиан. Божественный порядок системы Ньютона предполагал стабильность общественного строя. Христианские естествоиспытатели и сторонники естественной теологии получили аргументы против сторонников атомизма, поскольку хаотичное движение атомов не могло привести к наблюдаемому порядку. С согласия Ньютона, его последователи богословы Ричард Бентли (1662—1742) и Сэмюел Кларк (1675—1729) использовали теории своего учителя для поддержки монархии и государственной церкви.
Представление о науке, как форме восхваления Бога Отца развивалось Робертом Бойлем, который в своей книге Christian Virtuoso доказывал, что экспериментальная философия помогает человеку быть хорошим христианином, и что Бог требует не поверхностного, но глубокого изучения его трудов. не только изучение астрономических явлений позволяет познать его славу, но и исследование устройства любого самого мелкого мускула. Если для Галилея астрономия значимостью и почтенностью предмета своего изучения способствовала славе божьей, то для английских учёных масштабность не имела такого значения. Джон Рэй и Фрэнсис Уиллоби видели Бога во флоре и фауне, Роберт Гук наблюдал его в волосках сырного клеща, Бойль в движении частиц. В трудах Генри Мора приводились телеологические обоснования сотворения различных животных, растений и минералов. В 1692 году Ричард Бентли собрал все эти аргументы, увенчав их теорией Ньютона. В 1704 году Сэмюел Кларк те же мысли изложил в более философском ключе. В работе «Physico-Theology» друг Ньютона Уильям Дерем (1657—1735) выводил свойства Бога из свойств его созданий. В первые десятилетия XVIII века представление о превосходстве ньютоновской картины мира как высшей формы восхваления созданного Богом мира стало общим местом. В целом, все эти исследования были направлены против эпикурейского атеизма, учений Томаса Гоббса и Бенедикта Спинозы. Сам Ньютон относился к этому преимущественно благожелательно, хотя некоторые из взглядов его сторонников противоречили его собственным. Так, введённый Джоржем Чейном (1671—1743) по аналогии с законом всемирного тяготения принцип «воссоединения с Богом» был, по мнению Ньютона, слишком близок к неоплатонизму; Ньютон подготовил «обличение» физико-теологии Дерема; математические и статистические методы богословия Джона Крэга (1663—1731) противоречили подходу Ньютона к толкованию пророчеств. Телеологическая аргументация, часто употребляемая его учениками, была слишком близка к тому, чтобы считать понятными намерения Бога — ереси, по мнению Ньютона.
Ньютон и его последователи обосновывали отсутствие противоречий между Священным Писанием и наблюдаемым знанием о природе. Вышедшая в 1681 году «Telluris Theoria Sacra» Томаса Бернета (1635—1715) предлагала объяснение Всемирного потопа на основе теории полой Земли, и Ньютон предложил своё расширение этих идей, с целью выяснить, каким образом Бог должен был первоначально расположить планеты, чтобы их движение соответствовало наблюдаемому. В этом направлении работал Уильям Уистон (1667—1752), в книге «A New Theory of the Earth» (1696) были сформулированы следующие постулаты:
1. Буквальный смысл Библии истинен и реален в тех случаях, когда нет очевидных противоречий;
2. То, что может быть объяснено естественным путём, может быть объяснено и чудесным образом;
3. То, что древняя традиция полагала истинным об устройстве природы, происхождению мира или о древних царствах, вполне может быть истинным, в той мере, которой не противоречит Писанию, разуму и философии.

Используя математическую терминологию, преемник Ньютона на лукасовской кафедре доказал, что через 1700 лет после Сотворения мира, в четверг 27 ноября, комета прошла через атмосферу Земли и своим хвостом вызвала потоп. Хотя, видимо, Ньютон не был во всё согласен со своим учеником, высказанные в этой книге идеи он не отверг. В том же духе была написана книга Джона Вудварда «An Essay toward a Natural History of the Earth and Terrestrial Bodies» (1695), в которой доказывалось, что находимые ископаемые останки доказывают библейские сведения о потопе, а их распределение в глубинных слоях объяснялось опусканием под действием силы тяжести.